# Andreas Stihl
Andreas Stihl (Zúrich, Suiza; 10 de noviembre de 1896 - Rohrbronn, Baden-Wurtemberg, Alemania; 14 de enero de 1973) fue un ingeniero alemán nacido en Suiza e importante inventor en el área de las motosierras, y el fundador de Andreas Stihl AG & Company KG. A menudo se le aclama como el padre de la motosierra.

## Biografía

### Primeros años
Andreas Stihl fue a la Volksschule en Zürich, antes de mudarse a casa de unos familiares en Alemania. Asistió a la Realschule de Singen (Baden-Württemberg) y al Gymnasium de Düsseldorf-Oberkassel. Desde 1915 hasta su destitución por lesiones en 1917, Stihl luchó en la Primera Guerra Mundial en el ejército alemán. Desde 1917 hasta 1920 estudió ingeniería mecánica en Eisenach.

### Invención de la motosierra
En 1923, junto con su amigo Carl Hohl, fundó una empresa de ingeniería en Stuttgart que se disolvió en 1926. Stihl fundó una nueva empresa para sistemas de precombustión de calderas de vapor en el mismo año.
También patentó la "Motosierra de corte para energía eléctrica" en 1926 que pesaba 64 kilogramos y tenía una cadena de una pulgada de calibre con manijas en cada extremo. Debido a su volumen requería dos personas para operar. Sin embargo fue la primera motosierra eléctrica del mundo. En 1929, Stihl construyó una motosierra a gasolina llamada "máquina para talar árboles", dos años después de que su compatriota alemán Emil Lerp construyera la primera en todo el mundo. Al año siguiente, Stihl creó la primera motosierra que podía ser operada por una sola persona. La empresa siguió creciendo y en 1931 se convirtió en la primera empresa europea en exportar motosierras a los Estados Unidos y la Unión Soviética. Stihl ha sido la empresa de fabricación de motosierras más grande del mundo desde 1971.

### Membresía del Partido Nazi
Stihl fue miembro del Partido Nazi desde 1933 y de Allgemeine SS desde 1935. No fue llamado para el servicio militar durante la guerra y, en cambio, dirigió su empresa como "A. Stihl Maschinenfabrik" en Bad Cannstatt. Después de que la fábrica sufriera graves daños en los bombardeos de 1943-1944, se trasladó a Neustadt (ahora Waiblingen). La empresa empleaba a unas 250 personas en 1939, y durante la guerra también empleó a algunos trabajadores esclavos. Al final de la guerra fue arrestado por las tropas aliadas y su empresa fue incautada. Después de tres años de detención, fue clasificado como Mitläufer, puesto en libertad y se le devolvió su empresa.

## Vida personal
En 1929, Andreas Stihl se casó con Mia Giersch (1903-2002), con quien tuvo cuatro hijos, entre ellos Hans Peter Stihl (nacido en 1932) y Eva Mayr-Stihl (nacida en 1935), quienes sucedieron a su padre en la dirección de la compañía y restante Vorstand hasta 2002. Stihl se divorció de su primera esposa en 1960 y se casó con Hannelore Wegener-Doberg (1927-2009) el mismo año.